# Jonathan Bullard
Jonathan Bullard (Shelby, Carolina del Norte, 22 de octubre de 1993) es un jugador profesional estadounidense de fútbol americano que se desempeña en la posición de defensive end en Minnesota Vikings, equipo de la National Football League (NFL).

## Carrera
Fue seleccionado en la tercera ronda en la Reunión Anual de Selección de Jugadores de la NFL de 2016. Hizo su debut profesional con el equipo Chicago Bears, en el cual jugó tres temporadas (2016-2019), después pasó por varios equipos, Arizona Cardinals (2019-2020), Seattle Seahawks (2020-2021), Atlanta Falcons (2021-2022), y finalmente a Minnesota Vikings, donde lleva jugando tres temporadas.